# Ben Templesmith
Ben Templesmith (7 de marzo de 1984) es un artista australiano de cómics más conocido por su trabajo en historietas estadounidenses, entre las que destacan la serie Fell con el escritor Warren Ellis publicada por Image Comics y 30 días de oscuridad con el escritor Steve Niles publicada por IDW Publishing, la cual fue adaptada en la película 30 Days of Night en 2007. También ha creado portadas de libros, carteles de películas, cartas coleccionables y trabajo conceptual para cine.

## Primeros años

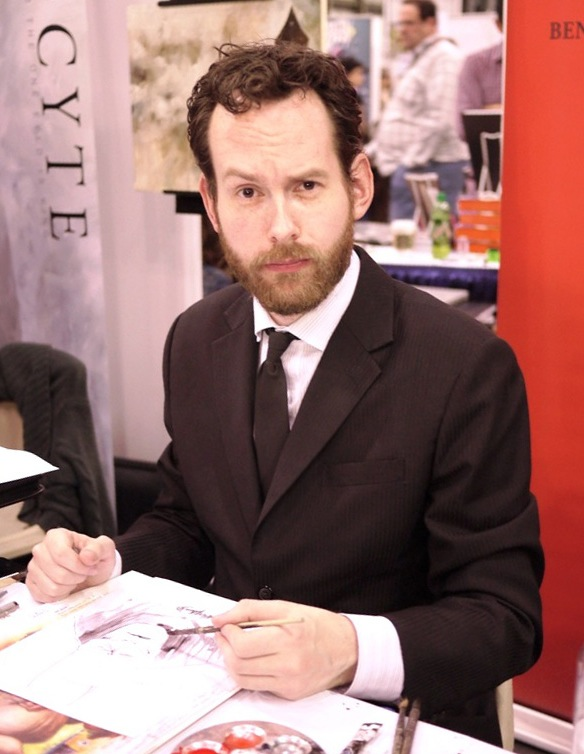
Ben Templesmith en la New York Comic Con en 2011.

Templesmith nació el 7 de marzo de 1984, en Perth, Australia Occidental. Se graduó de la Universidad John Curtin con una licenciatura en Diseño, y cuenta con un diploma en Caricatura y Arte Gráfico por parte del Australian College of Journalism.

## Carrera
Templesmith produjo su primer trabajo de cómic estadounidense en 2002, proporcionando el arte para título Hellspawn de Todd McFarlane Productions, publicado por Image Comics. Ha creado obras originales y ha contribuido con muchas propiedades licenciadas para varios editores, en particular para IDW Publishing, con la que tuvo un contrato exclusivo durante la mayor parte de 2008 y parte de 2009 antes de volver a ser un trabajador autónomo.
Entre las propiedades licenciadas en las que ha trabajado se encuentran «Dark Journey», una historia en el número 17 de la serie antológica Star Wars Tales de Dark Horse Comics en 2003 y las portadas de Army of Darkness: Ashes to Ashes #1 de Devil's Due Publishing en 2004 y G.I. Joe #0 de IDW Publishing en 2008.
Las obras originales que ha creado incluyen la miniserie Welcome to Hoxford; la novela gráfica Wormwood: Gentleman Corpse, que llegó a la posición 9 en la lista de Best Sellers del New York Times en 2009; Tommyrot: The Art of Ben Templesmith; así como Conluvio y Choker con el escritor Ben McCool de Image Comics. También realizó una serie de portadas para la para la serie de Oni Press Wasteland.
En abril de 2012 DC Entertainment anunció que Templesmith sería uno de los artistas que ilustrarían una nueva serie digital de Batman cuyas historias se sitúan fuera la continuidad regular DC Comics.
A partir de noviembre de 2014, Templesmith trabajó en Gotham by Midnight de DC Comics, con el escritor Ray Fawkes.

## Premios
- 2007. International Horror Guild Award por Narrativa Ilustrada (con Thomas Ligotti, Joe Harris, Stuart Moore, Michael Gaydos, Colleen Doran y Ted McKeever por The Nightmare Factory)[6]
- 2007. Spike TV Scream Award a Mejor Cómic (con Steve Niles por 30 días de oscuridad)[7]
- 2010. Premio Eagle por colorista favorito[8]

### Nominaciones
- 2005. Premio Eisner a la mejor serie limitada (por 30 Days of Night: Return to Barrow, con Steve Niles)[9]
- 2005. Premio Eisner al mejor pintor / artista multimedios (por 30 Days of Night: Return to Barrow)[9]
- 2006. Premio Eisner a la mejor serie continua (con Warren Ellis por Fell)[10]
- 2006. Premio Eisner a la mejor nueva serie (con Warren Ellis por Fell)[10]
- 2006. Premio Eisner al mejor pintor / artista multimedios (para Fell)[10]
- 2006. International Horror Guild Award por Narrativa Ilustrada (con Steve Niles por Dark Days)[11]
- 2006. International Horror Guild Award por Narrativa Gráfica (con Steve Niles y Ashley Wood por 30 días de oscuridad #1-3)[11]
- 2007. Premio Eisner a la Mejor Serie Limitada (con Frank Beddor, Liz Cavalier por The Looking Glass Wars: Hatter M)[12]
- 2007. Premio Eisner 2007 al mejor pintor / artista multimedia (por The Looking Glass Wars: Hatter M)[12]
- 2007. Horror Guild Award por Narrativa Ilustrada (por Wormwood Gentleman Corpse: Birds, Bees, Blood & Beer)[6]